# Denis Galimzjanov
Denis Ramil'evič Galimzjanov (in russo Денис Рамильевич Галимзянов?; Ekaterinburg, 7 marzo 1987) è un ex ciclista su strada russo, professionista dal 2009 al 2012, con caratteristiche di velocista.

## Carriera
Passato professionista con la Katusha, si mette subito in luce con alcune buone volate al Tour of Qatar e al Giro della Provincia di Grosseto del 2009. L'anno dopo ottiene altri piazzamenti, al Giro del Belgio e al Giro di Sardegna; partecipa anche alla Vuelta a España 2010, e nella dodicesima tappa della gara spagnola riesce a piazzarsi quarto.
Nel 2011 ottiene importanti risultati nella massima categoria ciclistica. Comincia la stagione tra Oceania e Asia, correndo Tour Down Under, Tour of Oman e Tour of Qatar; il salto di qualità avviene comunque in Europa: alla Parigi-Nizza fa suoi due terzi posti, nella seconda e terza tappa, mentre nella Tre Giorni di La Panne, sul traguardo di Koksijde, mette a referto la sua prima vittoria da professionista. Ottiene poi altri piazzamenti – un secondo e un terzo posto di tappa alla Quattro Giorni di Dunkerque – e, dopo un periodo di pausa, la seconda vittoria tra i pro in una frazione del Giro di Lussemburgo.
Viene portato dalla propria squadra al Tour de France 2011 per cercare di competere contro i grandi velocisti negli arrivi pianeggianti delle prime due settimane di corsa; tuttavia durante la competizione Galimzjanov non va oltre un sesto posto nella settima tappa e un quarto nell'undicesima, ritirandosi nel corso della dodicesima frazione.
Nell'aprile del 2012 confessa l'uso di EPO, dopo essere stato trovato positivo a un controllo antidoping fuori dalle competizioni effettuato il mese precedente.

## Palmarès
- 2006 (dilettanti)

4ª tappa Tour de Bulgarie
8ª tappa Way to Pekin
- 2007 (dilettanti)

Mayor Cup
Prologo Tour of Hainan
3ª tappa Tour of Hainan
5ª tappa Five Rings of Moscow
5ª tappa Giro di Berlino
1ª tappa Grand Prix of Sochi
- 2008 (dilettanti)

1ª tappa Five Rings of Moscow
2ª tappa Five Rings of Moscow
3ª tappa Five Rings of Moscow
5ª tappa Five Rings of Moscow
Classifica generale Five Rings of Moscow
5ª tappa Tour de Normandie (Elbeuf > Flers)
3ª tappa Bałtyk-Karkonosze Tour
1ª tappa Grand Prix of Sochi
- 2011 (Katusha, quattro vittorie)

2ª tappa Tre Giorni di La Panne
1ª tappa Giro del Lussemburgo
Parigi-Bruxelles
5ª tappa Tour of Beijing
- 2012 (Katusha, una vittoria)

1ª tappa Circuit de la Sarthe

### Altri successi
- 2010

3ª tappa Vuelta a Burgos (cronosquadre)
- 2011

Classifica a punti Tre Giorni di La Panne

## Piazzamenti

### Grandi Giri
- Tour de France

2011: ritirato (12ª tappa)
- Vuelta a España

2010: ritirato (14ª tappa)

### Competizioni mondiali
- Campionati del mondo

Copenaghen 2011 - In linea Elite: 11º